# Макеев, Александр Матвеевич
Александр Матвеевич Макеев (1829—1913) — русский врач, акушер, ординарный и заслуженный профессор Московского университета. 

## Биография
Родился 26 августа (7 сентября) 1829 года в семье штабс-капитана, дворянина Тульской губернии.
Учился в 3-й московской гимназии; затем окончил медицинский факультет Московского университета (1853) в звании лекаря с отличием. Ассистент акушерской клиники медицинского факультета Московского университета (1854). Получил звание акушера (1856). С 1857 года выполнял обязанности прозектора-патологоанатома Московского университета, работая под руководством А. И. Полунина. Защитил докторскую диссертацию  на латинском языке, которым владел в совершенстве: «Предлежание плаценты» (1859).
Два года был в заграничной командировке и после возвращения в 1867 году был назначен доцентом Московского университета. В 1869—1874 годах состоял преподавателям по женским болезням. С 1884 года — экстраординарный профессор, с 1889 — ординарный профессор, с 1894 года — заслуженный профессор Московского университета.
Председатель Московского акушерско-гинекологического общества (1887–1892, 1895–1906).
При участии А. М. Макеева было построено новое здание акушерской клиники, по его ходатайству было увеличено число часов на преподавание акушерства на медицинском факультете Московского университета. С именем Макеева связано развитие антисептики (с 1874) и асептики (с 1892) в акушерской клинике Московского университета.
На деньги Макеева на территории Клинического городка на Девичьем поле был построен храм Михаила Архангела.
Скоропостижно скончался в храме во время церковной службы 17 (30) марта 1913 года.

## Труды
- Профилактика послеродовых заболеваний и их лечение // Отчёт акушерской факультетской клиники Императорского Московского университета за 1874-1888. — М., 1889